# Kengo Nakamura
Kengo Nakamura (født 31. oktober 1980) er en japansk professionel fodboldspiller, der spiller som midtbanespiller for den japanske fodboldklub Kawasaki Frontale og Japans fodboldlandshold.
Han blev desuden udtaget til Japans VM-trup ved VM i fodbold 2010 i Sydafrika.